# Saltopstanden
Saltopstanden, også kendt som Moskvaopstanden i 1648, var en opstand i Moskva i 1648 som blev udløst af regeringens udskiftning af forskellige skatter med en saltskat for at fylde statskassen op.